# شهرستان هالیبرتون
شهرستان هالیبرتون (به انگلیسی: Haliburton County) یک شهرستان در کانادا است.

## خصوصیات
شهرستان هالیبرتون ۱۷٬۰۲۶ نفر جمعیت دارد.